# (43783) Svyatitelpyotr
(43783) Svyatitelpyotr est un astéroïde de la ceinture principale.

## Description
(43783) Svyatitelpyotr est un astéroïde de la ceinture principale. Il fut découvert le 24 octobre 1989 à Nauchnyj par Lioudmila Tchernykh. Il présente une orbite caractérisée par un demi-grand axe de 2,69 UA, une excentricité de 0,29 et une inclinaison de 13,9° par rapport à l'écliptique.

## Compléments